# 阿朗斯-马尔苏斯
阿朗斯-马尔苏斯（法語：Arrens-Marsous，法語發音：[aʁɛ̃s maʁsus]）是法国上比利牛斯省的一个市镇，属于阿热莱斯加佐斯特区。该市镇于1972年由原市镇阿朗斯（Arrens）和马尔苏斯（Marsous）合并而成。

## 地名
该地名“Arrens-Marsous”发音为[aʁɛ̃s maʁsus]，“Marsous”中的字母“s”发音，《世界地名译名词典》将其误译作“阿朗斯马尔苏”。

## 地理
阿朗斯-马尔苏斯（42°57'20"N, 0°12'47"W）面积100.55 平方千米，位于法国奧克西塔尼大區上比利牛斯省，该省份为法国西南部内陆省份，北至热尔省，西接大西洋比利牛斯省，南与西班牙接壤，东临上加龙省。
与阿朗斯-马尔苏斯接壤的市镇（或旧市镇、城区）包括：费里耶尔、埃斯坦、贝奥斯特、欧博讷、拉兰斯、阿尔贝奥斯特、欧坎、萨连特德加列戈。
阿朗斯-马尔苏斯的时区为UTC+01:00、UTC+02:00（夏令时）。

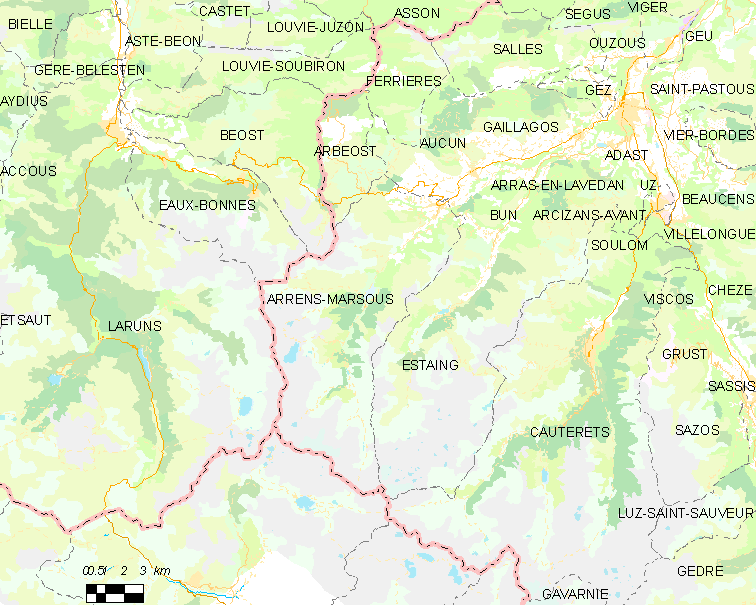
阿朗斯-马尔苏斯的OSM定位图

## 行政
阿朗斯-马尔苏斯的邮政编码为65400，INSEE市镇编码为65032。

## 政治
阿朗斯-马尔苏斯所属的省级选区为激流谷县。

## 人口

1962-2008年间阿朗斯-马尔苏斯人口变化图示

阿朗斯-马尔苏斯于2022年1月1日时的人口数量为696人。